# Tajna policija
Tajna policija je organizacija koju uglavnom koriste diktature i totalitarne države za praćenje, uznemiravanje, mučenje ili likvidiranje građana.
U takvim političkim sustavima sjedinjuje ovlasti policije i obavještajnih službi. Tajna policija koristi "zakone" diktature i totalitarizma prema potrebi. Koristi se posebice za djelovanje protiv političkih protivnika režima, kao i "neposlušnih" građana.
Njihove metode se temelje na zastrašivanju, oduzimanju imovine, uhićenjima, dezinformacijama, pranju mozga, mučenju i ubijanju protivnika. Tajna policija može biti posebna jedinica u drugim organizacijama.
Djelovanje Austro-Ugarske tajne policije satirično opisuje Jaroslav Hašek u njegovu djelu Doživljaji dobrog vojnika Švejka u svjetskom ratu.

## Tajne službeljevičarskihtotalitarizama

### Sovjetski Savez
- Čeka, (Večeka), komisije u borbi protiv kontrarevolucija i sabotaže, od 1918.
- GPU, Državna uprava Politička od 1922. – 1923.
- OGPU 1923. – 1934.
- NKVD 1934. – 1946.
- MVD
- MGB, 1946. – 1953.
- KGB, 1954. – 1991.

Sve ove službe su također djelovale na teritoriju sada neovisnih europskih država, nastalih nakon raspada SSSR, tj. Estonija, Latvija, Litva, Bjelorusija, Ukrajina, Moldavija.

### Europa
Albanija
- Sigurimi , Drejtorija e të ShtetitSigurimit - 1943. – 1991.

Bugarska
- DS, Държавна сигурност,Dăržavna sigurnost 1945. – 1989.

Čehoslovačka
- STB, nacionalne sigurnosti/ STB, 1945. – 1990.

SFR Jugoslavija
- OZNA
- UDBA, - 1945. – 1991.

Mađarska
- AVH, Államvédelmi Hatóság(Državni sigurnosni ured) - 1944. – 1956.
- AVO, Államvedélmi Osztály(National Trade Department)

Njemačka Demokratska Republika
- Stasi, Ministerium für Staatssicherheit- 1950. – 1989., potom preimenovana u
- Ured za nacionalnu sigurnost - 1989. – 1990.

Poljska
- UB, Urząd Bezpieczeństwa1945. – 1956., potom preimenovana u
- SB, Służby Bezpieczeństwa - 1956. – 1990.

Rumunjska
- Securitate , Departamentul securităţii Statului- 1944. – 1989.

### Azija
Narodna Republika Kina
- 国家安全部(PinYin: Guojia Anquan Bu, ili Guoanbu) -

Mongolija
Sjeverna Koreja
- Državna agencija za zaštitu i sigurnost

### Amerika, Karibi
Kuba
- DGI , Dirección General de Inteligencia od 1961.-

## Tajne službe desničarskih totalitarizama

### Europa
Kraljevina Italija
- OVRA, Organizzazione di Vigilanza e Repressione dell'Antifascismo -1927 -1943

NDH
- UNS, Ustaška nadzorna služba

Njemačka (Treći Reich)
- Gestapo, Geheime Staatspolizei

Portugal
- PVDE , Polícia de Vigilancia e de Estado do Defesa(Nadzorna policije i nacionalna obrana) 1933. – 1945., potom preimenovana u
- PIDE , Polícia e Internacional de Estado do Defesa(policija i nacionalna obrana) - 1945. – 1969., potom preimenovana u
- DGS , Direcção-Geral de Segurança(General Security) - 1969. – 1974.

Španjolska
- SIAE , Servicio de Información del Alto Estado gradonačelnik(Information Service Corps načelnika štaba) - 1939. – 1977., kao ruka bila
- OCNs , Contrasubversiva Organización Nacional(National Organization protirozvratná) - 1968. – 1972., potom preimenovana u
- Seceda , Srednja Servicio de Documentación(centralne dokumentacije servis) - 1972. – 1977.

### Amerika, Karibi
Čile
- DINA , Dirección Nacional de Inteligencia(National Intelligence Directorate) - 1973. – 1977., potom preimenovana u
- CNI , Srednja Nacional de Información(Nacionalni informacijski ured) - 1977.-

### Azija
Južna Koreja
- KCIA 중앙 정보부,Korean Central Intelligence Agency(Korean Central Intelligence Service) - 1961. – 1981., potom preimenovana u
- ANSP 국가 안전 기획부,Agencije za nacionalnu sigurnost uređenja(Agencija za nacionalnu sigurnost Planning) - 1981. – 1999., potom preimenovana u
- NIS 국가 정보원,National Intelligence Service(National Intelligence Service) - 1999.-